# Siegmund Fraenkel (Kaufmann)
Siegmund Fraenkel (geboren 19. Dezember 1860 in München; gestorben 30. September 1925 ebenda) war ein deutscher jüdischer Kaufmann und Politiker.

## Leben
In München war Fraenkel Lehrling in der Metallfirma eines Onkels und der Wollgroßhandlung seines Vaters. Seit 1900 Mitglied, wurde er 1909 Vizepräsident der Handels- und Gewerbekammer für Oberbayern. Im Reichseisenbahnrat betreute er das Ressort Verkehr und Steuern.
Als Vorsitzender von Ohel Jakob, dem Münchner Synagogenverein des Orthodoxen Judentums, setzte er 1907 die Gleichberechtigung in der Gesamtgemeinde durch. Er wurde 1921 zum Vorsitzenden der Jüdischen Volkspartei gewählt und gehörte zu den Gründern des bayerischen Gemeindeverbandes. Fraenkel stand dem Reichskanzler Georg von Hertling nahe.
Zu Beginn der Münchner Räterepublik, am 6. April 1919, schrieb Fraenkel einen Offenen Brief an Erich Mühsam, Otto Neurath, Ernst Toller und Gustav Landauer. Da der Verlag in den frühen Morgenstunden des 7. April 1919 von Rotgardisten besetzt wurde, blieb der Brief ungedruckt und der Münchener Bevölkerung unbekannt; er ist aber erhalten. In ihm heißt es:

„Wir Münchener Juden haben in all den schweren, leiderfüllten Wochen der Vergangenheit geschwiegen, da Sie und andere Landfremde, des Bayerischen Volkscharakters unkundige Phantasten und Träumer, die bittere Not und die seelische Depression unseres Volkes ausnützen, um Gläubige für Ihre vielleicht wohlgemeinten, aber verhängnisvollen und der menschlichen Natur zuwiderlaufenden Pläne einer zukünftigen Wirtschafts- und Gesellschaftsordnung zu werben (…). Der heutige Tag, an dem Tausende und aber Tausende von aufreizenden, antisemitischen Flugblättern in Münchens Straßen verteilt wurden, zeigt mit aller Deutlichkeit die Größe der Gefahr, die (…) das Judentum selbst bedroht, wenn die große Masse von Münchens werktätiger Bevölkerung die erhabenen Lehren und Dogmen der jüdischen Religion in ideellen Zusammenhang mit den bolschewistischen und kommunistischen Irrlehren bringt (…). Sie verhindern durch Ihren Terror den neuerlichen Zusammentritt des bayerischen Parlaments, obwohl Sie wissen, daß eine Verwirklichung Ihrer verhängnisvollen Pläne die Gefahr des Hungertodes für das südliche Bayern heraufbeschwören muß, weil unsere Feinde einem Lande, das der verfassungsmäßigen Regierung entbehrt, die Zufuhr aller Lebensmittel unterbinden (…). Die gleichen Massen, die heute Ihren Reden und Versammlungen zujubeln,  werden Ihnen an dem Tage fluchen, an dem sie erkennen, daß Sie ihnen leere Versprechungen statt Brot und gegenseitigen Haß statt des ersehnten Friedens gebracht haben. (…) ruft Ihnen das bodenständige bayerische Judentum zu: Unsere Hände sind rein von den Greueln des Chaos und von dem Jammer und Leid, das Ihre Politik über Bayerns zukünftige Entwicklung heraufbeschwören muß (…).“

Im Juni 1923 verprügelte eine Gruppe nationalsozialistischer Schläger unter Mitwirkung des NS-Funktionärs Christian Weber Fraenkel und verletzten ihn dabei schwer. Er starb zwei Jahre später an den Spätfolgen des Anschlags.

## Ehrungen
- Kommerzienrat

## Werke
- Die Einführung der Verhältniswahl bei den Wahlen für die Verwaltungskörper der israelitischen Grossgemeinden. Verlag H. Itzkowski, Berlin 1911. GoogleBooks
- „Austrittsspiel“. Offener Brief von Kommerzienrat Sigmund Fraenkel in München an Herrn Rechtsanwalt Dr. jur. Isaak Breuer in Frankfurt a. M., 1914. GoogleBooks
- Die zukünftige Gestaltung der israelitischen Kirchensteuern in Bayern. Verlag C. H. Beck, München 1914. GoogleBooks
- Der Wollgroßhandel, seine Geschichte und Entwicklung. Berlin 1919. GoogleBooks